# Thomas Ragnarsson
Stig Thomas Ragnarsson, född 5 januari 1970 i Bredaryds församling i Jönköpings län, är en svensk politiker (moderat). Han är ordinarie riksdagsledamot sedan 2022, invald för Kronobergs läns valkrets.